# Stolkertsijver
Stolkertsijver is een plaats in het oosten van Suriname, gelegen aan de rivier de Commewijne, in het gelijknamige district. 
De plaats draagt de naam van een voormalige suikerrietplantage, Stolkertsijver, genoemd naar de laatste eigenaar Frederik Cornelis Stolkert. De plantagegrond behoorde eerder toe aan Courcabo dat in de 17e en 18e eeuw de grootste suikerrietplantage van Suriname was. In 1821 werd de rietsuikerteelt gestaakt en de plantage verlaten.
Stolkertsijver ligt aan de Oost-Westverbinding en heeft daartoe sinds 1979 een brug over de Commewijne. Daarvoor werd het verkeer per veerpont afgehandeld. 
De Binnenlandse Oorlog begon in Stolkertsijver op 22 juli 1986 rond 03:00. Bij Stolkertsijver bevond zich een controlepost met 12 militairen die door het Jungle Commando gevangen werden genomen. Later werd bevestigd dat Ronnie Brunswijk achter de actie zat, en het Nationaal Leger viel het dorp Moengotapoe binnen, vernielde de Wintitempel en gijzelde alle aanwezige mannen van het dorp.
Aan de oostkant van de rivier de Commewijne bevindt zich thans een politiepost. Verder heeft de Stichting voor Bosbeheer en Bostoezicht te Stolkertsijver een wegcontrolepost.

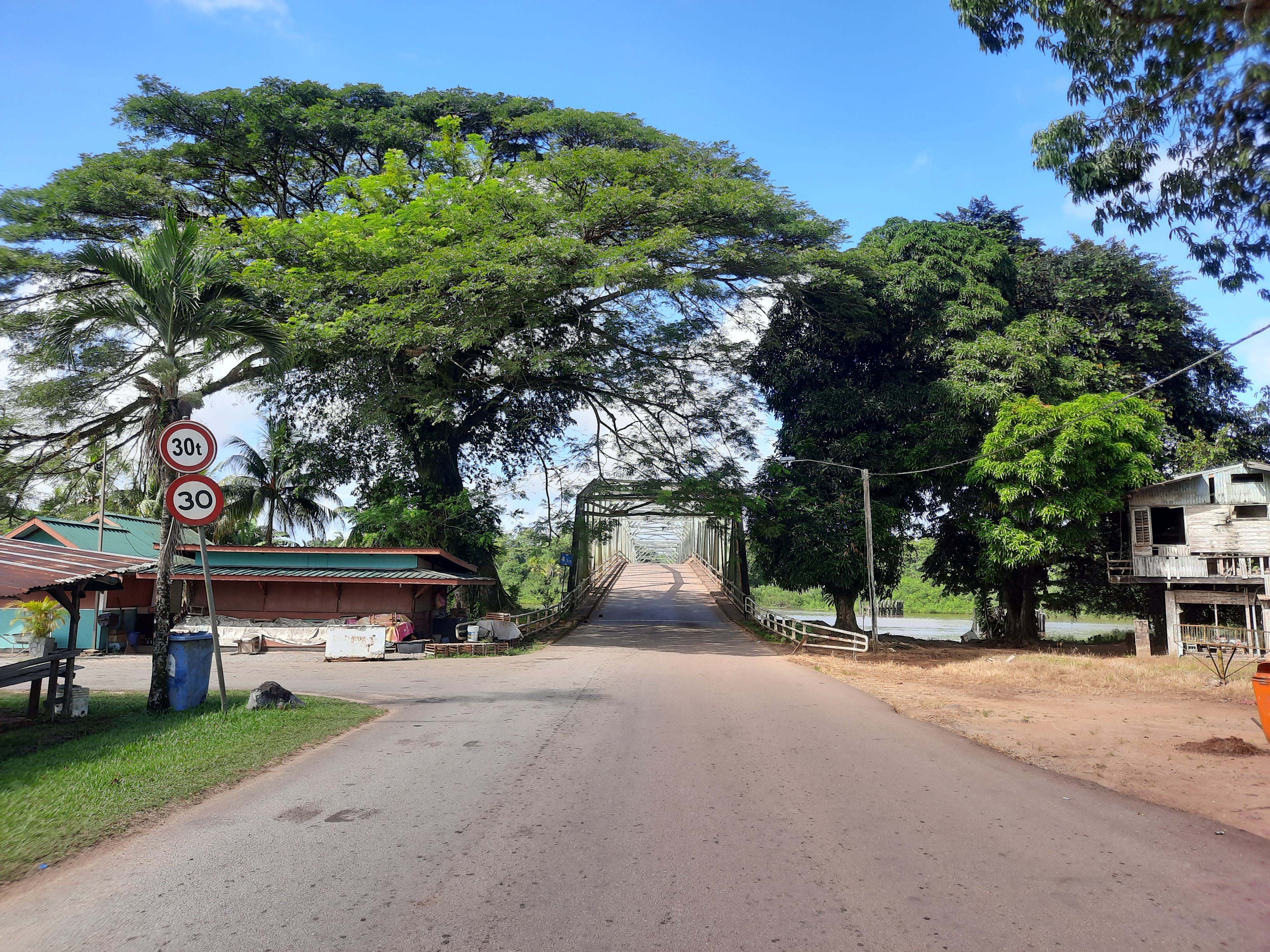
Brug over de Commewijne bij Stolkertsijver